# Соловьёво (Марий Эл)
Соловьёво (мар. Шӱдымарий) — деревня в Сернурском районе Республики Марий Эл. Входит в состав Зашижемского сельского поселения.

## География
Находится в восточной части республики Марий Эл на расстоянии приблизительно 18 км по прямой на восток от районного центра посёлка Сернур.

## История
Основана на рубеже XVIII—XIX веков переселенцами из деревни Верхнее Зашижемье. В 1884—1885 годах в починке Соловьёв в 12 дворах проживали 38 мужчин и 40 женщин, русские. В 1925 году проживали 177 человек, в 1930 году — 186 человек. В 1975 году в 24 хозяйствах проживали 87 человек, в 1988 году — в 30 домах — 64 человека, в том числе 33 трудоспособных. Снижение численности населения сопровождалось изменением национального состава деревни, вместо русских поселялись мари. В 2003 году осталось 13 дворов. В советское время работали колхозы «Юный строитель», имени Кирова, совхозы «Кугушенский» и «Россия».

## Население
Население составляло 17 человек (мари 82 %) в 2002 году, 12 в 2010.